# Гаврич, Желько
Желько Гаврич (серб. Жељко Гаврић; род. 5 декабря 2000, Углевик, Республика Сербская) — сербский футболист, вингер словацкого клуба «ДАК 1904», выступающий на правах аренды за венгерский «Дьёр».

## Клубная карьера
Уроженец Углевика, Босния и Герцеговина, Гаврич начал тренироваться в составе футбольной академии белградской «Црвены звезды» в 2014 году. В августе 2018 года отправился в аренду в клуб «Графичар. 29 сентября 2019 года сделал хет-трик в матче против «Динамо Вране» в Первой лиге Сербии. 13 ноября 2019 года Гаврич продлил свой контракт с «Црвеной звездой» до лета 2023 года.
15 февраля 2020 года Желько дебютировал в основном составе «Црвены звезды», выйдя в стартовом составе в матче сербской Суперлиги против клуба «Чукарички». 14 марта 2020 года забил свой первый гол за клуб в матче против «Напредака».
12 августа 2021 года перешёл венгерский клуб «Ференцварош».

## Карьера в сборной
Выступал за сборные Сербии до 15, до 16, до 17, до 18, до 19 лет и до 21 года.
7 июня 2021 года дебютировал за сборную Сербии в товарищеском матче против сборной Ямайки.

## Достижения
Графичар
- Чемпион Сербской лиги «Белград»: 2018/19

Црвена звезда
- Чемпион сербской Суперлиги: 2019/20